# Хашер ибн Мактум
Хашер ибн Мактум Аль Мактум (араб. حشر بن مكتوم آل مكتوم) или Хашер I (ум. 22 ноября 1886, Дубай) — шейх Дубая из династии Аль Мактум.
Шейх Хашер ибн Мактум, сын первого шейха Дубая Мактума ибн Бути, наследовал власть в стране после своего дяди Саида ибн Бути в 1859 году. Продолжал проведение политики своего предшественника на сохранение союзнических, дружественных отношений как с соседями, эмиратами Абу-Даби и Умм-эль-Кайвайн, так и с Великобританией, протекторатом которой тогда являлся Дубай. Для привлечения заграничных торговцев и капиталов в эмират Хашер ибн Мактум разрешил на территории Дубая беспошлинную торговлю для иностранных фирм и торговых домов, чем заложил проведение нынешней политики правительства Дубая в этой области. В памяти современников шейх Хашер ибн Мактум остался как способный правитель с особой склонностью к требованиям осуществления законности и справедливого правосудия в стране.